# コンスタンチン・ロコソフスキー
コンスタンチン・コンスタンチノヴィチ・ロコソフスキー（ロシア語: Константи́н Константи́нович Рокоссо́вский、ポーランド語: Konstanty Rokossowski、1896年12月21日 - 1968年8月3日）は、ソ連、ポーランドの軍人、政治家。ソ連邦元帥、ポーランド元帥。ソ連邦英雄（2度）。

## 経歴
ロシア帝国のヴェリーキエ・ルーキ市プスコフシチナ出身（現在のロシア連邦プスコフ州内）。父親はポーランド人のシュラフタ（騎士）階級出身だったが、自身は鉄道技師だった。また、母は自身をロシア人と見なしていた。ロコソフスキーが5歳の時、一家はロシア支配下（ポーランド立憲王国首都）のワルシャワに移住し、ロコソフスキーはここで育った。
1914年、第一次世界大戦が始まると、ロコソフスキーはロシア帝国軍に入隊し、第5竜騎兵連隊の下士官で終戦を迎えた。この時、聖ゲオルグ十字章が授与されている。1917年にボリシェヴィキに参加し、間もなく赤軍に入隊。ロシア内戦ではアレクサンドル・コルチャークの白衛軍と戦い、赤旗勲章を授与された。内戦終結後、1925年、指揮要員完全化課程を修了。1929年、M.V.フルンゼ名称軍事アカデミー附属上級指揮要員完全化課程を修了。1930年から第7師団、後に第15騎兵師団を指揮し、少将に昇進する。蔣介石率いる国民革命軍の軍事顧問を務め、1936年から1937年にかけて、スペインの軍事顧問を務めた。しかし、ロコソフスキーは赤軍の大粛清に巻き込まれ、グラーグに収容される。有罪判決の証拠とされたものは、20年前に死んだ人物による証言であった。しかし、彼の才能を惜しんだゲオルギー・ジューコフの個人的嘆願により釈放された。

### 第二次世界大戦
独ソ戦時、機械化軍団長として、西ウクライナのブロドゥイ地区で戦った。1941年11月から西部戦線の第16軍を指揮。1942年7月、ブリャンスク戦線司令官に任命され、トゥーラとヴォロネジ方面を担当した。同年9月からドン戦線を指揮。スターリングラード攻防戦ではドイツ第6軍の逆包囲に成功し、第二次世界大戦全体の戦局を転換する勝利をもたらした。
1943年2月、ドン戦線に基づき創設された中央戦線の司令官に任命。同年10月、白ロシア戦線司令官に任命。1944年2月、白ロシア戦線は第1白ロシア戦線に改称され、同年7月29日、ロコソフスキーはソ連邦元帥となった。第1白ロシア戦線の部隊は、ロガチェフ市を解放し、ドニエプル対岸に橋頭堡を確保した。その後、バグラチオン作戦に参加し、ミンスクを解放した。
1944年11月、第2白ロシア戦線司令官となり、1945年始め、東プロイセン攻勢に参加。同年4月18日から5月8日まで、ベルリンの戦いに参加した。

### 戦後

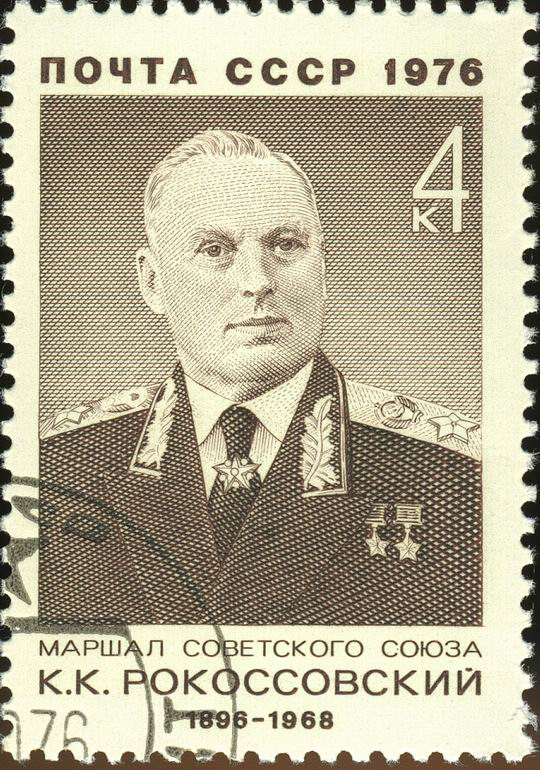
(1976)

1945年6月24日、ロコソフスキーはモスクワでの対独戦勝記念観閲式を指揮した。同年7月10日、戦線は解散されて北方ソビエト軍集団に改称され、ポーランドに駐屯することとなった。第二次世界大戦中の功績に対して、2つ目のソ連邦英雄称号と勝利勲章が授与された。ソ連軍の圧力の下、ポーランドでは共産主義政権が誕生した。
1949年、ポーランド人民共和国政府の要請という形で、ロコソフスキーはポーランド国防相、閣僚会議副議長となり、ポーランド元帥の称号が授与された。またポーランド統一労働者党中央委員会政治局員、ポーランド議会代議員にも選出された。ロコソフスキーはポーランド人なのでこの措置は正当化されたが、軍隊駐留国の司令官を国防相に起用する事態はポーランドがソ連の衛星国である事実を明確にしていた。また、ソ連生活が長いロコソフスキーはポーランド語よりもロシア語の方が得意だった。これにより、ロコソフスキーは「自分は、ソ連（ロシア）ではポーランド人、ポーランドではロシア人と見られる」とこぼしたともされる。
1956年、ソ連共産党のニキータ・フルシチョフ第一書記によるスターリン批判をきっかけに、ポーランドでは反ソ気運が高まり、ポズナンではポズナン暴動(ポスナニ暴動)が発生した。ロコソフスキーは暴動を武力で鎮圧し、モスクワでフルシチョフにソ連軍の直接介入を訴えた。しかし、ポーランドの指導者になったヴワディスワフ・ゴムウカがフルシチョフとの交渉によりポーランド内政の自律権を死守し、同年のハンガリー動乱のようなソ連軍の介入を阻止すると、ロコソフスキーは国防相を辞任し、ソ連に帰国した。
ソ連に帰国したロコソフスキーは国防次官に任命された。以後、1957年7月から主任監察官を兼任し、同年10月からザカフカーズ軍管区司令官。1958年には国防次官兼主任監察官に復帰し、1962年4月から国防省監察総監兼主任監察官となった。
1968年8月3日、死去。遺体はソ連の要人の例に従い、モスクワの赤の広場のクレムリンの壁墓所に埋葬された。
著書に回想録「兵士の責務」（Солдатский долг）がある。